# Trimezia pusilla
Trimezia pusilla är en irisväxtart som beskrevs av Pierfelice Ravenna. Trimezia pusilla ingår i släktet Trimezia och familjen irisväxter. Inga underarter finns listade i Catalogue of Life.